# Brixia M1920
Brixia M1920 — итальянский станковый пулемёт. Создан по образцу станкового пулемёта FIAT-Revelli M1914. Использует стандартные итальянские винтовочные патроны 6,5×52 мм Манлихер-Каркано. 
Автоматика Бриксии основана на отдаче ствола с коротким ходом и поворотном затворе. Для охлаждения используется бак с водой ёмкостью 4 литра. Боепитание состоит из магазина на 30 или 50 патронов, который крепится на правой стороне пулемёта.